# 1. zračnoprevozna pehotna brigada (ZDA)
Za druge 1. brigade glej 1. brigada.
1. zračnoprevozna pehotna brigada (izvirno angleško 1st Airborne Infantry Brigade) je bila padalska enota Kopenske vojske Združenih držav Amerike.

## Zgodovina
Brigada je bila ustanovljena 12. januarja 1943 s preoblikovanjem 1. padalske pehotne brigade. V svoji zgodovini je bila brigada nastanjena v Fort Meadu, vojaški bazi Alliance, Fort Braggu in Camp Mackallu. Tu je bila brigada razpuščena 27. januarja 1944. 

## Sestava
- 88. jadralni pehotni polk
- 326. jadralni pehotni polk
- 507. padalski pehotni polk
- 215. jadralni poljsko-artilerijski bataljon